# Отунбаев, Болот Исакович
Болот Исакович Отунбаев (род. 9 марта 1965, Ош) — киргизский дипломат и политик.

## Биография

### Образование
- 1982−1987 г. окончил исторический факультет Московского государственного университета им. М. В. Ломоносова.
- 1990—1993 гг. окончил аспирантуру МГУ им. М. В. Ломоносова. Кандидат исторических наук.
- 1993 г. окончил Высшую школу управления МГУ им. М. В. Ломоносова.
- 1998—2000 гг. окончил Дипломатическую академию МИД Российской Федерации.

### Карьера
В 1987—1990 гг. — преподаватель истории и обществоведения СШ № 67 г.Бишкек.
В 1993—1995 гг. — советник Агентства по международному сотрудничеству (ТИКА) Турецкой Республики (Бишкек).
В 1995—1996 гг. — советник в Центральном офисе Агентства по международному сотрудничеству Турецкой Республики (ТИКА, Анкара)
В 1996—1998 гг. — Постоянный представитель Агентства по международному сотрудничеству Турецкой Республики (ТИКА) в Кыргызской Республике.
В 1998—2003 гг. — первый секретарь Посольства Кыргызской Республики в Российской Федерации.
В 2003—2005 гг. — начальник Управления западных стран и ОБСЕ МИД Кыргызской Республики.
В 2005 г. — начальник Управления восточных стран МИД Кыргызской Республики.
В 2005—2009 гг. — советник-посланник Посольства Кыргызской Республики в Турецкой Республике.
В 2010—2012 гг. — член политсовета, координатор республиканского штаба СДПК.
15 февраля 2012 г. Указом Президента КР назначен Чрезвычайным и Полномочным Послом Кыргызской Республики в Федеративной Республике Германия.
С 8 октября 2012 г. — Чрезвычайный и Полномочный Посол Кыргызской Республики в Королевстве Швеция, Республике Сан-Марино и при Святом Престоле в Ватикане по совместительству с резиденцией в г. Берлин.
С 2 ноября 2012 г. — Чрезвычайный и Полномочный Посол Кыргызской Республики в Королевстве Дания и Королевстве Норвегия по совместительству с резиденцией в г. Берлин.
В 2015—2016 гг. — Посол по особым поручениям — советник Министра иностранных дел Кыргызской Республики.
9 марта 2016 г. Указом Президента КР назначен Чрезвычайным и Полномочным Послом Кыргызской Республики в Российской Федерации.
С 29 марта 2017 г. — Чрезвычайный и Полномочный Посол Кыргызской Республики в Республике Финляндия по совместительству с резиденцией в г. Москва.
С 5 июня 2017 г. — Чрезвычайный и Полномочный Посол Кыргызской Республики в Королевстве Дания, Королевстве Норвегия, Королевстве Швеция по совместительству с резиденцией в г. Москва.
С 11 июня 2018 г. — Чрезвычайный и Полномочный Посол Кыргызской Республики в Республике Армения по совместительству с резиденцией в г. Москва.
15 января 2019 г. Указом Президента КР назначен Чрезвычайным и Полномочным Послом Кыргызской Республики в Соединённых Штатах Америки.
С 10 октября 2019 г. — Чрезвычайный и Полномочный Посол Кыргызской Республики в Канаде по совместительству с резиденцией в г. Вашингтон.
С 15 ноября 2021 г. — Посол по особым поручениям — советник Министра иностранных дел Кыргызской Республики.
И. о. Профессора Дипломатической Академии Министерства иностранных дел Кыргызской Республики.
Награждён рядом правительственных и ведомственных наград Кыргызской Республики.

## Дипломатический ранг
- Чрезвычайный и Полномочный Посланник (2008 г.)
- Чрезвычайный и Полномочный Посол (2012 г.)

## Ученая степень
Кандидат исторических наук

## Знание иностранных языков
Владеет кыргызским, русским, английским и турецким языками.

## Семья
Супруга — Жанна Отунбаева, кандидат исторических наук. В семье три сына, две внучки и внук.